# Banco de Desenvolvimento de Angola
El Banco de Desenvolvimento de Angola (BDA) és un banc públic angolès, amb seu a Luanda, creat per donar suport al creixement econòmic del país.
El BDA fou creat pel Decret 37, de 7 de juny de 2006, signat per l'aleshores president d'Angola José Eduardo dos Santos com a substitut del Fundo de Desenvolvimento Económico e Social (FDES), té com a primera meta una assistència tècnica i financera per desenvolupar una producció de mill, cotó i materials de construcció. En els anys següents es va ampliar com línies d'actuació per beneficiar els sectors de ramaderia, avicultura, hoteler, producció de cereals, explotació fustera i de mel.
Teodoro da Paixão Franco Júnior fou el primer president de la institució. En 2017 fou nomenat president del consell d'administració l'ex-ministre d'economia d'Angola Abraão Gourgel.